# Le infinite vie del cuore
Le infinite vie del cuore è il decimo album in studio del cantante pop italiano Riccardo Fogli, pubblicato nel 1987 dall'etichetta discografica CGD.
Il disco contiene il singolo Giorni cantati, che vide l'artista riunirsi ai suoi vecchi compagni dei Pooh.

## Tracce
CD (CGD CDS 6040)
1. La felicità possibile – 4:05 (Massimo Di Vecchio e Guido Morra)
2. Come passa il tempo stasera – 3:41 (Laurex, Guido Morra)
3. Io e Alice – 3:41 (Maurizio Piccoli e Massimo Di Vecchio)
4. Dolce tristezza – 3:09 (Laurex, Guido Morra)
5. Che notte è – 4:00 (Maurizio Piccoli, Laurex)
6. Giorni cantati – 4:05 (Maurizio Piccoli, Laurex) – (con i Pooh)
7. Silenzio cantatore – 3:26
8. Tu che sei l'amica – 3:52 (testo: Guido Morra – musica: Laurex)
9. Quarant'anni – 4:21 (Laurex e Vincenzo Spampinato)
10. Le infinite vie del cuore – 3:32 (Maurizio Piccoli, Laurex)

Durata totale: 37:52

## Formazione
- Riccardo Fogli – voce
- Massimo Pizzale – basso
- Federico Capranica – pianoforte
- Massimo Di Vecchio – tastiera
- Luciano Ciccaglioni – chitarra
- Stefano Senesi – pianoforte
- Maurizio Galli – basso
- Derek Wilson – batteria